# Sorokine
Sorokine (tiếng Ukraina: Сорокіне) là một thành phố của Ukraina. Thành phố này thuộc tỉnh Luhansk. Thành phố này có diện tích ? km2, dân số theo điều tra dân số năm 2001 là 50560 người.